# Speedrun
Le speedrun ou sprint vidéo est une pratique liée aux jeux vidéo dans laquelle le but est d'atteindre le plus rapidement possible un objectif donné, le plus souvent terminer le jeu,. Les jeux vidéo nécessitant habituellement des heures de jeu pour être résolus, peuvent parfois être terminés en quelques minutes voire secondes.
Pour ce faire, les pratiquants de speedrun (parfois appelés speedrunners ou runners) utilisent de nombreuses stratégies spécifiques en optimisant leurs actions pour traverser très rapidement le jeu, voire en exploitant des bugs du moteur de jeu et des raccourcis, pour terminer une partie ou « run » le plus rapidement possible.
Parallèlement aux performances des joueurs humains s'est également développé le « tool assisted speedrun » qui consiste à configurer un programme (un émulateur et plusieurs autres outils) afin qu'il joue à la place du joueur, permettant ainsi des performances impossibles à réaliser par un humain.
Les communautés de speedrun ont pris leur essor avec l'apparition sur Internet de sites web spécialisés consacrés à ce type de jeu et conservant des enregistrements vidéo des meilleures performances en date. Plus récemment, la pratique s'est popularisée autour des sites de partages de vidéos et de streaming ainsi que lors d'événements dédiés a but caritatif.

## Stratégies
Le déroulement d'une partie est en général planifié à l'avance : la recherche préalable de la meilleure route à suivre pour un jeu donné est appelée routing. Une fois la route planifiée, les joueurs vont alors tenter d'exécuter leur plan le plus efficacement possible pour atteindre le meilleur temps. Pour battre un record, les joueurs alternent entre l'amélioration de leur performance sur une route existante ou la recherche de nouvelles routes plus efficaces.
Lors de cette recherche, on découvre parfois des raccourcis, ou même la possibilité de progresser dans le jeu sans avoir accompli tous les objectifs requis prévus par les développeurs du jeu : franchir une porte sans en avoir la clé, ou bien sauter une séquence entière de l'intrigue du jeu. Ce détournement du déroulement prévu du jeu, ou sequence breaking, requiert souvent l'exploitation d'un bug ou d'un glitch dans la programme du jeu ou de la console.
L'exploitation de ces erreurs de programmation peut aussi permettre aux speedrunners de faire atteindre aux personnages du jeu des vitesses ou des valeurs de dégâts impossibles lors d'une partie normale. Pour déclencher certains de ces bugs il faut parfois manipuler l'état interne de la mémoire de la console de jeu ou son générateur de nombres pseudo-aléatoires, ce qui exige des actions très précises de la part du joueur.

## Catégories
Les speedruns sont divisés en plusieurs catégories selon que l'objectif est de terminer le jeu entier en un seul run ou seulement une section particulière du jeu :
- single segment (segment unique). Le jeu doit être terminé d'une seule traite : le chronomètre démarre quand le joueur commence une nouvelle partie dans le jeu et s'arrête lorsque le jeu est terminé ; le joueur tente de finir celui-ci le plus rapidement possible, sans pause[6].
- multi-segment. Le jeu est décomposé en une succession d'étapes ou segments. Chaque segment est chronométré séparément et le temps final est la somme des différents segments mis bout à bout. Cette méthode permet au joueur d'optimiser chaque étape du jeu et de viser le meilleur temps humainement possible, par rapport au speedrun « single segment » dans lequel certaines stratégies seraient trop risquées ou difficiles. Cela permet également d'en faire un effort collaboratif où différents joueurs jouent chacun un segment différent.
- individual levels (niveaux individuels). Parfois appelé speedrun IL, et généralement réalisé en un seul segment, chaque run correspond à un niveau du jeu vidéo en question, lorsqu'il se décompose en plusieurs niveaux strictement indépendants les uns des autres, généralement séparés par des écrans de chargement.

Il existe également, selon les jeux, différentes contraintes de speedrun selon le niveau de complétion du jeu attendu :
- Any % : le but est d'atteindre la fin du jeu le plus rapidement possible sans autre contrainte sur la complétion. Les stratégies peuvent inclure d'ignorer les éléments optionnels du jeu, voire d'utiliser des erreurs dans la programmation du jeu (bugs ou glitches) pour contourner des passages que les développeurs avaient prévu comme obligatoires (sequence breaking).
- 100 % : le but est toujours de terminer le jeu le plus rapidement possible, mais cette catégorie requiert de compléter l'intégralité des objectifs du jeu : terminer tous les niveaux, y compris les niveaux optionnels ou secrets, acquérir tous les objets ou améliorations, vaincre tous les boss, etc. La liste des objectifs à accomplir dépend du jeu : certains jeux comme Super Metroid affichent un pourcentage de complétion à la fin du jeu, tandis que pour d'autres titres, les objectifs à remplir pour que le jeu soit considéré comme "100% terminé" sont définis par la communauté de speed runners.
- Low % : dans cette catégorie, la contrainte est au contraire de compléter le moins d'objectifs possible avant de terminer le jeu, par exemple en ignorant volontairement des objets bénéfiques ou des power-ups même s'ils permettraient de finir le jeu plus rapidement. Cette catégorie n'existe que pour les jeux où ce type de partie est différent du Any %.
- Glitchless : Cette contrainte est généralement ajoutée à l'une des catégories précédentes. Les joueurs s'imposent de ne pas utiliser de bugs, erreurs de programmation ou autres éléments de jeu non prévus par les développeurs.
- No Major Glitches : Moins exigeante que le Glitchless, cette catégorie autorise un certain nombre de bugs et d'erreurs de programmation tant qu'ils ne permettent pas de passer un trop grand nombre d'étapes du jeu. Les bugs considérés comme interdits sont désignés communautairement au préalable.

Par ailleurs, il existe de nombreuses catégories et défis spécifiques à un jeu et à sa communauté de joueurs, qui s'imposent des restrictions supplémentaires lors d'une partie : terminer le jeu sans recevoir une seule blessure, utiliser le moins possible une certaine mécanique de jeu (par exemple, le moins de captures possible dans Super Mario Odyssey), ou encore utiliser des périphériques d'entrée différents (tapis de Dance Dance Revolution ou guitare de Guitar Hero par exemple).

### Letool-assisted speedrun
Le tool-assisted speedrun (TAS) est réalisé à l'aide d'un émulateur et d'outils informatiques permettant de spécifier les entrées reçues par le jeu, par exemple les pressions sur les boutons de la manette de jeu ou les clics de la souris. L'état complet du programme de jeu peut être sauvegardé à tout moment pour être restauré. Cela permet de rejouer à l'infini n'importe quel passage du jeu, de ralentir ou de mettre en pause son exécution et de choisir précisément les entrées ayant le meilleur résultat possible pour la partie en cours.
Ces outils permettent de s'affranchir des limites humaines en termes de compétences et de réflexes, ou même des limitations physiques de la console de jeu. Le joueur peut ainsi exploiter des bugs de programmation, ou des techniques qui ne seraient pas possibles à exécuter en temps réel, ce qui amène certains commentateurs à considérer ce type de speedrun à de la triche (ou cheat dans le jargon des joueurs),,,,.
Cependant, les outils utilisés pour le TAS ont également permis de révéler des stratégies jusqu'alors inconnues des joueurs, dont certaines ont pu par la suite être exploitées lors de speedruns classiques.[réf. nécessaire]

## Historique
Le jeu Radar Rat Race, publié en 1981 par HAL Laboratory, propose quelques niveaux intitulés « speed run ». Dans ces niveaux, le joueur doit mettre à l'épreuve ses connaissances pour récupérer l'ensemble des fromages le plus rapidement possible. En effet, le temps s'écoule plus rapidement dans ces niveaux. L'apparition du terme « speedrun » - alors orthographié « speed run » - et désignant l'action d'accomplir rapidement un objectif au sein d'un jeu vidéo apparait donc pour la première fois dans un contexte vidéoludique avec le jeu Radar Rat Race. Il faudra attendre l'apparition des communautés en lignes pour que l'usage impose le terme.
S'il est probable que la course au meilleur temps soit apparue en même temps que les premières consoles de jeu, la pratique du speedrun s'est développée avec Internet au début des années 1990 autour de communautés en lignes permettant aux joueurs de partager leurs parties.
Les premiers speedruns apparurent sur les jeux disposant d'un chronomètre, par exemple les jeux de course comme Dragster ou Grand Prix d'Activision sur Atari 2600, Super Mario Kart ou Metroid sur Nintendo Entertainment System. Activisions, la lettre d'information américaine de l'éditeur Activision publia notamment à partir de 1981 un palmarès des meilleurs temps pour ses jeux, photographie de l'écran du jeu affichant le chronomètre final à l'appui.
L'année 1993 vit la sortie du jeu Doom qui offrait à ses joueurs la possibilité d'enregistrer leur partie directement depuis le jeu; le fichier enregistré (appelé demo) permettait ensuite de visionner la partie depuis l'interface du jeu. Plusieurs sites Internet furent créés pour permettre le partage de ces fichiers et permettre aux joueurs de montrer leur meilleures parties. En novembre 1994, est créé le site Compet-n  créé spécifiquement autour de l'idée de complétion du jeu la plus rapide, afin de recenser et conserver les meilleurs temps réalisés à Doom. 
À la suite du succès des communautés autour de Doom, des joueurs de Quake créent en avril 1998 le site Speed Demos Archive pour sauvegarder les meilleurs temps. Ce site deviendra l'une des références les plus importantes de la pratique du speedrun.
Depuis les années 2010, on retrouve la plupart des « runs » sur le site Speedrun.com.
En 2024, les jeux-vidéos comptant le plus de « runs » sont Subway Surfers, Super Mario 64 et Minecraft.

## Marathons

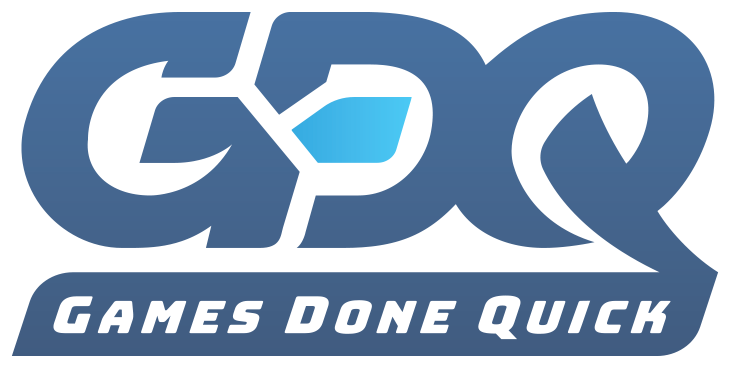
Logo de Games Done Quick, 2018.

Le site historique Speed Demos Archive organise depuis 2010 aux États-Unis des marathons caritatifs de speedrun, les Games Done Quick où des runners se relaient pendant plusieurs jours pour présenter des speedruns de jeux, pendant que les spectateurs font des dons à l'association sponsorisée pendant l'évènement et participent à des concours de donations. À la date de 2020, vingt-cinq marathons de ce type ont été organisés, récoltant plus de 23 millions de dollars au total. Cet évènement est retransmis et commenté en direct en français par une association de speedrunners, la French Restream.
Depuis 2012, l'European Speedrunner Assembly organise un marathon caritatif semi-annuel en Suède.
Depuis décembre 2019, l'European Speedrunner Assembly organise aussi « Break the Record : Live », un événement retransmis en direct sur Twitch où les meilleurs joueurs qualifiés d'un jeu et d'une catégorie en particulier s'affrontent pour battre le record du monde dans ladite catégorie. Une cagnotte est répartie entre les coureurs en fonction de leur classement lors de l'événement, des prix supplémentaires étant attribués pour avoir battu le record.
À l'image des marathons organisés aux États-Unis, la French Restream a également organisé ses propres marathons de speedrun en France, le marathon « Bourg-la-Run », qui a levé 30 000 € en 2019.
Le 5 mars 2021 est organisé à l'Accor Hotel Arena un marathon de speedrun, le « Speedons », l'évènement était retranscrit en direct sur la chaîne twitch de son créateur, Xavier Dang alias mistermv, un streamer français. Durant les 55 heures, le marathon a récolté plus de 614 000€ au profit l'association Médecins du monde,. L'évènement ayant rencontré un franc succès, un deuxième « Speedons » est organisé au Palais des Congrès de Paris du 15 au 17 avril 2022, rapportant au total 802 166 €, toujours au profit de Médecins du monde, .